# Freeman Dyson
Freeman Dyson, född 15 december 1923 i Crowthorne i Berkshire, död 28 februari 2020 i Princeton, New Jersey, var en brittisk-amerikansk matematiker och teoretisk fysiker och medlem av Royal Society. Han var professor emeritus i Institutet för avancerade studier i Princeton, medlem av Board of Visitors vid Ralston College och medlem av styrelsen för sponsorer av Bulletin of the Atomic Scientists.
Dyson är känd för sina arbeten inom kvantfältteori, astrofysik, slumpmässiga matriser, matematisk formulering av kvantmekanik, fysik i kondenserad materia, kärnfysik och ingenjörsvetenskap, samt att ha tänkt ut de teoretiska begreppen Dysonsfären och Dysonträdet. Han tilldelades Lorentzmedaljen 1966 och Hughesmedaljen 1968.

## Biografi
Dyson var son till Mildred (född Atkey) och George Dyson. Hans far, en framstående kompositör, senare adlad. Hans mor hade juristexamen, och efter att Dyson föddes arbetade hon som socialarbetare. Som barn visade han ett intresse för stora tal och för solsystemet och påverkades starkt av boken Men of Mathematics av Eric Temple Bell. Politiskt sade Dyson att han "växte upp som socialist".
Sommaren 1936 tilldelades Dyson, efter att ha blivit nummer ett vid intagningsexamen, ett stipendium för att studera vid Winchester College där hans far var musikdirektör. Vid 17 års ålder började han studera ren matematik med Abram Besicovitch som handledare vid Trinity College, Cambridge, där han vann ett stipendium vid 15 års ålder. Under denna vistelse utövade Dyson också nattklättring på universitetsbyggnaderna.
Vid 19 års ålder togs han ut till krigstjänst som operationsanalytiker vid RAF Bomber Command, där han utvecklade analytiska metoder för att beräkna den idealiska densiteten för bombformationer för att underlätta Royal Air Force bombning av tyska mål under andra världskriget. Efter kriget, återvände han till Trinity College, där han tog en kandidatexamen i matematik. År 1947 publicerade han två artiklar i talteori.

## Vetenskapligt arbete
Dyson skapade flera begrepp som bär hans namn, som Dysons transform, en grundläggande teknik i tillägg till talteorin, som han utvecklade som en del av sin bevisning av Manns teorem, Dysonträd, en hypotetisk genetiskt konstruerad växt som är kapabel att växa i en komet, Dyson-serien, en serie där varje term representeras av Feynmandiagram; Dyson-sfären, ett tankeexperiment som försöker förklara hur en rymdfarande civilisation skulle tillgodose sina energibehov med en hypotetisk megastruktur, som helt omfattar en stjärna och fångar en stor andel av dess uteffekt och Dysons eviga intelligens, ett sätt på vilket ett odödligt samhälle av intelligenta varelser i ett öppet universum kunde undgå riskerna för universums värmedöd genom att utvidga subjektiv tid till oändlighet samtidigt som man bara förbrukade en ändlig mängd energi.
Dyson höll inte med om vetenskaplig konsensus om den globala uppvärmningen. Han ansåg att vissa av effekterna av ökade CO2-nivåer är gynnsamma och inte beaktas av klimatforskare, såsom ökad jordbruksavkastning, och vidare att de positiva fördelarna med koldioxid sannolikt uppväger de negativa effekterna. Han var skeptisk till simuleringsmodellerna som används för att förutsäga klimatförändringar och ansåg att politiska försök att reducera klimatförändringarnas orsaker distraherar från andra globala problem som bör prioriteras. Han undertecknade också den så kallade världsklimatdeklarationen med titeln "Det finns inget klimatnödläge".
Dyson myntade termen "grön teknik", baserad på biologi istället för fysik eller kemi, för att beskriva nya arter av mikroorganismer och växter utformade för att möta mänskliga behov. Han hävdade att sådan teknik skulle baseras på solenergi snarare än på fossila bränslen vars användning han såg som en del av vad han kallar "grå teknik" inom industrin. Han trodde att genetiskt modifierade grödor, som han beskrev som gröna, kan bidra till att få ett slut på fattigdomen i världen, med en rörelse baserad på etik för att få ett slut på den orättvisa fördelningen av rikedom på planeten.